# Hoe Park
Hoe Park är en park i Storbritannien.   Den ligger i staden Plymouth och riksdelen England, i den södra delen av landet, 300 km väster om huvudstaden London. 